# 上谕亭
上谕亭，位于中国江西省抚州市南丰县琴城镇南门索桥北头的城下路8号，是南丰古城唯一的衙门文化的遗存。上谕亭是恭迎圣谕、以及每月朔（初一）望（十五）宣讲圣谕（康熙的圣谕十六条与雍正的圣谕广训）之地，由知县卢崧建于清乾隆二十八年（1736），咸丰年间寇毁，重修者为道光庚子（1840年）二甲进士、江苏按察使汤云松，占地面积3500平方米，规模宏大，坐北朝南，布局严格按照地方官署规制，前后三进，保存完好，包括正门、屏房、拜墀、宣讲亭，中厅规模宏大，分为两层，有十根六米多高圆型石柱，四根六米多高的六面方型石柱，还有壁画留存。

## 保护
上谕亭为南丰县文物保护单位，编号361023-5-3-020。